# Meleoma macleodi
Meleoma macleodi är en insektsart som beskrevs av Catherine A. Tauber 1969. Meleoma macleodi ingår i släktet Meleoma och familjen guldögonsländor. Inga underarter finns listade i Catalogue of Life.